# Benno Magnusson
Benno Magnusson (4 de fevereiro de 1953) é um ex-futebolista sueco que atuava como atacante.

## Carreira
Magnusson competiu na Copa do Mundo FIFA de 1974, sediada na Alemanha, na qual a seleção de seu país terminou na quinta colocação dentre os 16 participantes.